# يهودا ليبيس
يهودا ليبيس (بالعبرية: יהודה ליבס‏) (مواليد 1947)  أكاديمي وباحث إسرائيلي.
وهو أستاذ الكابالا في الجامعة العبرية في القدس. يعتبر من كبار علماء الكابالا. وتشمل اهتماماته البحثية الأخرى الأسطورة اليهودية والسبتية والروابط بين اليهودية والدين اليوناني القديم والمسيحية والإسلام.
حصل على جائزة بياليك لعام 1997، وجائزة غيرشوم شولم لأبحاث الكابالا لعام 1999، وجائزة إيميت لعام 2006 للفن والعلوم والثقافة، وجائزة إسرائيل في الفكر اليهودي لعام 2017.

## حياته
ولد يهودا ليبيس في القدس. غادر والده جوزيف جيرهارد ليبيس (1910-1988)، وهو مترجم عبري مشهور للأدب الكلاسيكي، موطنه ألمانيا في سن 18 عامًا للدراسة في الجامعة العبرية في القدس.
عاد إلى وطنه لمواصلة تعليمه، لكنه طُرد من جامعته بسبب قوانين نورمبرغ. ثم تلقى تدريبًا زراعيًا في لاتفيا مع الحركة الصهيونية. وهناك تزوج من زوجته الأولى، واستقر معها في برديس حنا في فلسطين تحت الانتداب البريطاني وأنجبا ابنتان قبل الطلاق.
في عام 1941، تزوج ليبيس من زوجته الثانية، ميرا، وهي من مواليد ريجا ونشأت في برلين. أنجبا طفلين، ابنة (تامار، رئيسة قسم الاتصالات اليوم في الجامعة العبرية) وابن (يهودا). من ناحية والدته، كان ليبيس ابن عم المفكر الإسرائيلي يشعياهو ليبوفيتش.
كان ليبيس على معرفة بغيرشوم شوليم، والد منحة الكابالا الحديثة، منذ سن مبكرة، حيث كان والديه أصدقاء لشولم. حضر شوليم حفل بار متسفا الخاص بيهودا وقدم له كهدية كتاب يشعياهو تيشبي مشنات هازوهار ("حكمة الزوهار").

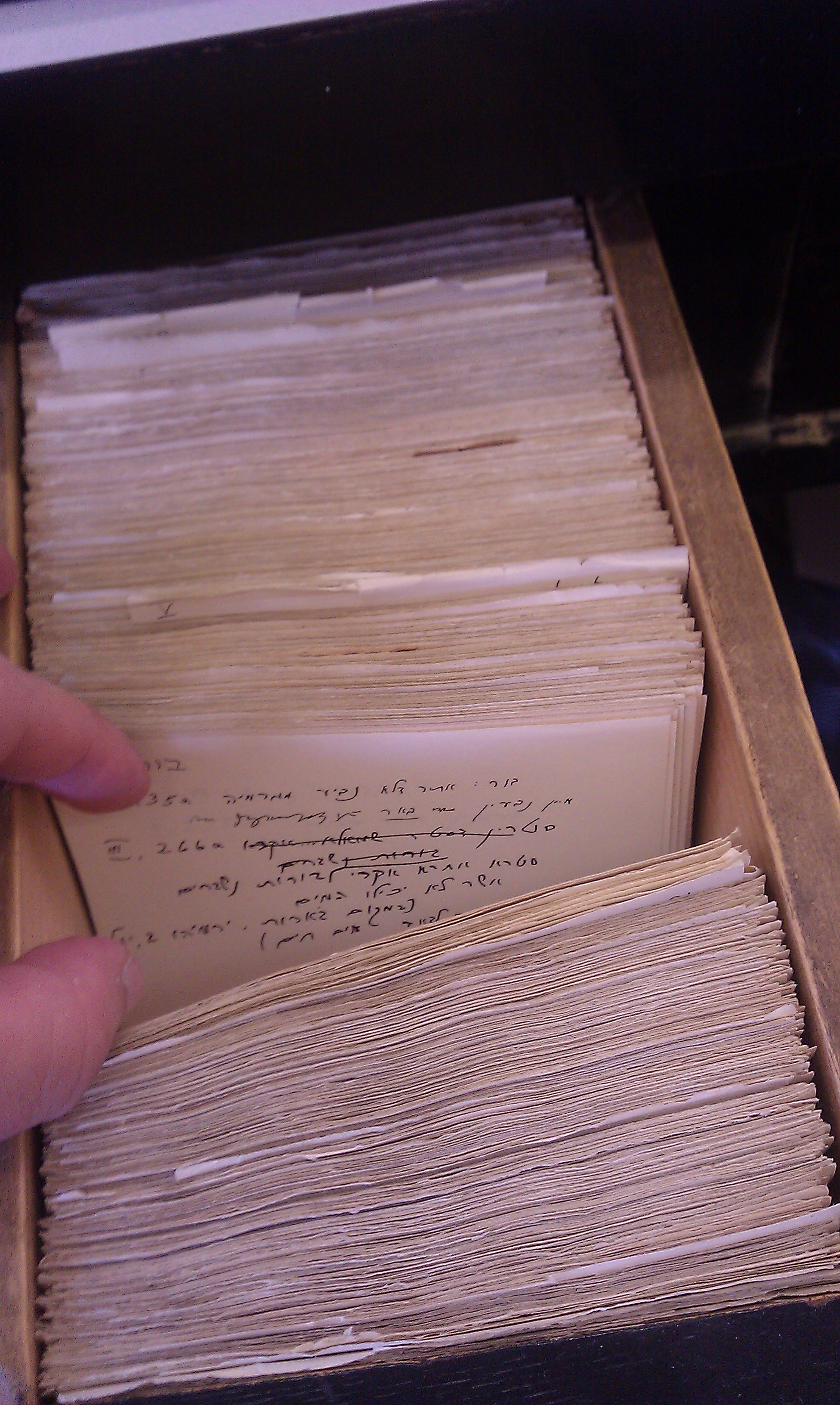
كتالوج بطاقات غيرشوم شوليم

تخرج ليبيس من المدرسة الثانوية في الجامعة العبرية. وفي عام 1965، انضم إلى لواء المظليين لأداء الخدمة العسكرية الإجبارية، وفي عام 1967، خدم في حرب الأيام الستة كضابط صف. أثناء الخدمة الاحتياطية عام 1969، أصيب أثناء هجوم فلسطيني على موقعه في وادي الأردن، وفقد عدة أسنان، ودخل المستشفى لعدة أشهر.
في عام 1967، بدأ ليبيس دراسته في الجامعة العبرية في القدس. بعد حصوله على درجتي البكالوريوس والدراسات العليا، تابع بحث الدكتوراه تحت إشراف شوليم. أعطى شوليم لليبي إمكانية الوصول إلى بطاقات الملاحظات المكتوبة بخط اليد التي أعدها لمعجم مصطلحات زوهار التي لم يكتبها أبدًا،  وقدم ليبيس أطروحته عن Peraḳim be-milon sefer ha-Zohar (فصول في قاموس كتاب الزوهار) (1976).
ليبيس وزوجته الدكتورة إستر ليبيس لديهما ثلاثة أطفال. وفي عام 1977، بعد حصوله على درجة الدكتوراه، انضموا إلى نواة مستوطنة شيلو الإسرائيلية الجديدة في الضفة الغربية، وعاشوا في كرفان بالقرب من عوفرا، لكنهم غادروا بعد تسعة أشهر. ويقيم الزوجان في حي كريات موشيه بالقدس. إستر عالمة في الحسيدية، عملت سابقًا كمديرة لمجموعة غيرشوم شوليم للكابالا والحسيدية في مكتبة إسرائيل الوطنية. قامت بتحرير بعض أعمال غيرشوم شوليم.
يتعاطف ليبيس سياسيًا مع الجناح اليميني في السياسة الإسرائيلية ودينيًا مع الصهيونية الدينية.

## العمل الأكاديمي
بدأ ليبيس إلقاء المحاضرات في قسم الفكر اليهودي بالجامعة العبرية في عام 1971. أصبح أستاذاً متفرغاً في عام 1993. تشمل موضوعاته الدراسية الكابالا والأسطورة اليهودية والزوهار. كما قام بالتدريس في كتاب زوهار في جامعة شيكاغو.

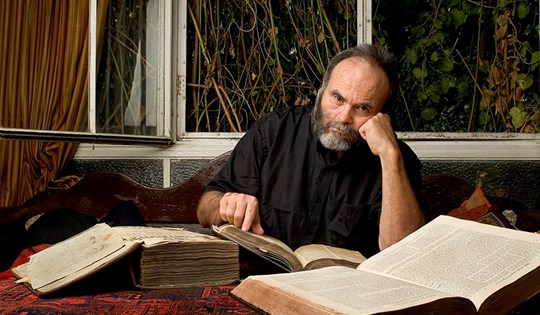
ليبيس في عام 2006

يعتبر ليبيس أحد كبار علماء الكابالا. ويقال إن عمله يمثل "الموجة الجديدة من الأبحاث الكابالية في الجامعة العبرية". يستكشف ليبيس الأبعاد الأسطورية والمسيحية في اليهودية والكابالا، والتأثيرات المسيحية والسبتية على الكابالا. لقد كتب على نطاق واسع عن "الزوهار، والكابالا اللوريانية، والسبتية، وحسيدية بريسلوف، وغاون فيلنا وتلاميذه". ويدرس الروابط بين اليهودية والدين اليوناني القديم والمسيحية والإسلام. وكثيرا ما يستشهد المختصون بعمله.
قام ليبيس أيضًا بترجمة الشعر الديني اليوناني واللاتيني والعربية إلى اللغة العبرية.

## آراء ووجهات نظر
متحديًا الإسناد التقليدي لزوهار إلى تلاميذ شيمون بار يوشاي في إسرائيل في القرن الثاني، يؤكد ليبيس أن مجموعة من الكابالا الإسبان في القرن الثالث عشر، ومن بينهم موسى دي ليون، قاموا بتأليف العمل، ويعكس كل منهم منهجه الخاص في الكابالا. يدعي ليبيس أن كيتم باز على زوهار والترنيمة الكابالية بار يوشاي كتبهما مؤلفان مختلفان بأسماء متشابهة، وليس شمعون لافي الذي يُنسب إليه تقليديًا تأليف كلا العملين. يجد ليبيس أيضًا إلهامًا مسيحيًا وسبتيًا في أفكار ريبي نحمان من بريسلوف ، وفي الوقت نفسه، تأثيرات سبتية على تلاميذ فيلنا غاون الذين عارضوا الحسيدية.
أثار ليبيس غضب اليهود المتدينين القوميين في إسرائيل عندما ادعى أنه وجد إشارة مسيحية في عميدة وهي الصلاة المركزية في القداس اليهودي. أكد ليبيس أن خاتمة البركة الرابعة عشرة، " keren Yeshua " ("قرن الخلاص") لا تشير إلى داود، بل إلى يسوع ( يشوع بالعبرية).
ينشر ليبيس باللغة العبرية وقد أعرب عن معارضته لدراسة الفكر اليهودي باللغة الإنجليزية. لقد سمح فقط بترجمة عدد قليل من أعماله إلى اللغة الإنجليزية، بالتزامن مع درجته الأكاديمية وفترة عمله.

## جوائز
حصل ليبيس على جائزة بياليك عام 1997 عن كتابه سر الإيمان السبتي (1995).
في عام 1999 حصل على جائزة السلام لدراسة الكابالا  وجائزة غيرشوم شولم لأبحاث الكابالا.
حصل على جائزة إيميت لعام 2006 للفن والعلوم والثقافة، في فئة العلوم الإنسانية، لعمله في السبتية.
وفي عام 2017 حصل على جائزة إسرائيل لعمله في الكابالا والتصوف اليهودي.

## روابط خارجية
- الموقع الشخصي (عبري)